# 田麩
田麩（でんぶ）は、魚肉または畜肉加工品のひとつ。佃煮の一種。
日本では魚肉を使うことが多く、江戸前寿司の店ではおぼろと称するほか、一部では力煮（ちからに）ともいう。北海道の一部の地域などでは、単にそぼろと呼ぶ場合もある。
中国や台湾では豚肉を使うことが多いが、鶏肉・牛肉を使うものもある。

## 日本の田麩

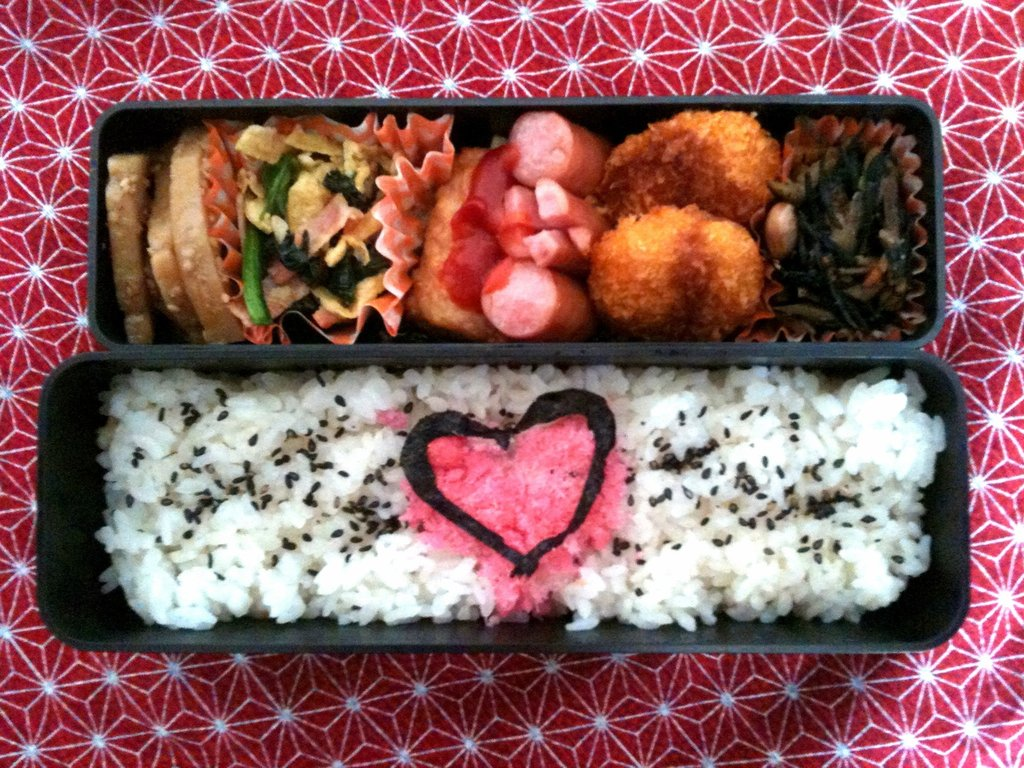
桜でんぶを使用した弁当

魚を三枚に卸した上で茹で、骨や皮を取り除いた後、圧搾して水気を切った上で焙炉にかけて揉み砕き、擂り鉢で軽くすりほぐす。その後、鍋に移して、酒・みりん・砂糖・塩で調味し煎りあげる。鯛などの白身魚を使用したものに食紅を加えて薄紅色に色付けすることもある。薄紅色のものは、その色から「桜でんぶ」と呼ばれる。日本では魚肉田麩をご飯に振りかけるほか、ちらし寿司や巻き寿司の具とする。大日本帝国陸軍が開発・採用した、ポン菓子を使用した携帯糧食である「圧搾口糧」には副食品として、調味した削り節をブロック状に押し固めた「圧搾田麩」が添えられていた。
伝説によれば、京のあたりの貞婦が、病気で食の進まない夫のために、産土神の諭しにしたがって、土佐節を粉にして、酒と醤油とで味をととのえ供したところ、夫の食欲は進んで病気もなおった。そして自分でも試み、人にもわけたのが初めであるという。もしこれが事実となんらかの関係があるとすれば、おそらく田麩のおこりはカツオのふりかけであろうという。
日本の田麩には一般に魚肉が用いられるが、中国との関係が深く、肉食の禁忌が存在しなかった沖縄には、豚肉を原料とする「はんちゅみ」と呼ばれる肉田麩がある。

### 野菜の「でんぶ」
日本では基本的に魚肉をほぐした上で炒り上げ濃い味付けを施した食品を「でんぶ」と呼ぶが、一部地域では野菜炒めや野菜の煮物を「でんぶ」と呼ぶ例がある。戦前の青森県の食文化を記録した『聞き書き　青森の食事』によれば、現在の弘前市や平舘村では玉菜（キャベツ）、ゴボウ、モヤシ、ササゲの莢などを油で炒めた上で醤油味に煮付けた料理を「でんぶ」と呼んでいた。また徳島県の郷土料理「おでんぶ」は、あらかじめ茹でた金時豆をゴボウや大根と共に甘辛く煮付けた料理であり、魚肉は使われない。

## 中国の肉田麩

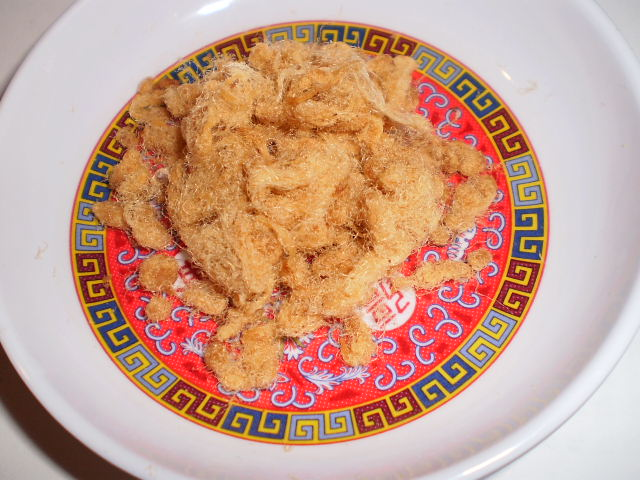
猪肉鬆（中国の豚肉の田麩）

中国語では、肉の繊維をほぐしてふんわりさせたものであることから、「肉鬆」（ロウソン、ròusōng）と呼ぶのが一般的である。一般的に豚肉製肉鬆は淡い茶色に着色されており、牛肉製肉鬆は濃い茶色に着色されているため外観で見分けが付く。
肉田麩の作り方は明末から清初に確立されていたと見られ、1698年の『養小録』には鶏肉を使う作り方が、1750年の『醒園録』には豚肉と魚肉を使う方法が記載されている。
中国では粥に乗せたり、マントウと共に食べる事が多いが、卵焼きに混ぜ込むこともある。
「太倉肉鬆」は上海の隣の江蘇省蘇州市太倉市の名物である。
福建省漳州市竜海市も「肉鬆」の一つ重要な産地である。

## 台湾の肉田麩
台湾語では、「肉酥」（バーソー、bah-soo）または「肉脯」（バーフー、bah-huh）と呼ぶ。まれに魚肉の肉鬆も存在するが、豚肉から作った肉鬆がより普及している。台湾でも一般的に豚肉製肉鬆は淡い茶色に着色されており、牛肉製肉鬆は濃い茶色に着色されているため外観で見分けが付く。それ以外にも鶏肉や素食（ベジタリアン）のために大豆製品から作られた素肉鬆などがある。
台湾ではおにぎりや「蛋餅」と呼ばれるクレープのような朝食料理に入れたり、朝粥に乗せて食べる。豚肉や牛肉の肉鬆は惣菜パンの定番の具にもなっている。台湾の寿司では、肉鬆の軍艦巻きが定番メニューになっている。台湾風の肉田麩入り惣菜パンやおにぎりは上海などでも一般的になっている。

## 東南アジアの田麩

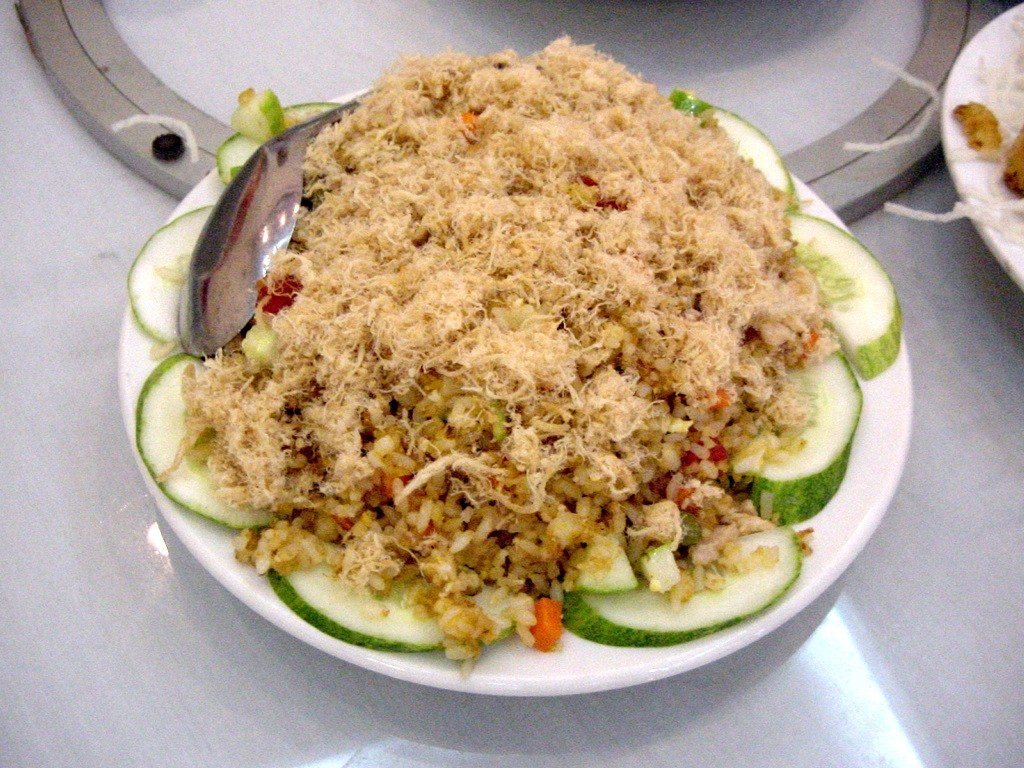
ベトナムの肉田麩乗せ炒飯

タイ、マレーシア、シンガポールなどでも中国風の肉田麩は一般的である。ベトナムでも、豚肉・牛肉・鶏肉・魚肉の田麩があるが、他にカエルの肉でつくるものがある。ベトナムには、炒飯に肉田麩を載せたり入れたりしたコムチエン・チャーボン（cơm chiên chà bông）や、揚げお焦げに肉田麩と調味料を載せたコムチャイ・チャーボン（cơm cháy chà bông）などの料理がある。ミャンマーにはエビで作る田麩がある。
インドシナ半島のベトナム、ラオス、カンボジアはフランスの植民地だった関係でフランスの食文化が根付き、フランスパンのサンドイッチ（バインミー）が食べられているが、具にはでんぶを使う場合が多い。